# Johann Hinrich Gossler
Johann Hinrich Gossler Hamburgo, 18 de agosto de 1738 - Hamburgo, 31 de agosto de 1790) era um banqueiro alemão e um grande burguês de Hamburgo, membro da dinastia bancária hanseática Berenberg/Gossler e proprietário e chefe da empresa Joh. Berenberg, Gossler & Co. (Banco Berenberg). Ele era casado com Elisabeth Berenberg (1749-1822), o único herdeiro da família bancária Berenberg. As Ilhas Gossler na Antártica são nomeadas em homenagem a sua família.

## Vida pessoal
Johann Hinrich Gossler era filho de Johan Eibert Gossler (1700–1776), contador e hambúrguer de Hamburgo que havia comprado o escritório de Herrenschenk por 10.600 marcos, tornando-o mestre de cerimônias do conselho de Hamburgo. A família Gossler era burguesa e fabricante de veludo em Hamburgo pelo menos desde o século XVII. O nome Gossler já aparece na cidade no século XIV, embora não se saiba se é da mesma família. O avô materno de Gossler, Jürgen Friedrich Boedecker, foi um comerciante de Hamburgo e grande burguês desde 1706, e seu bisavô Eibert Tiefbrunn também foi um comerciante de destaque em Hamburgo. Uma lista de seus ancestrais está incluída no Hamburgisches Geschlechterbuch.

## Berenberg Bank

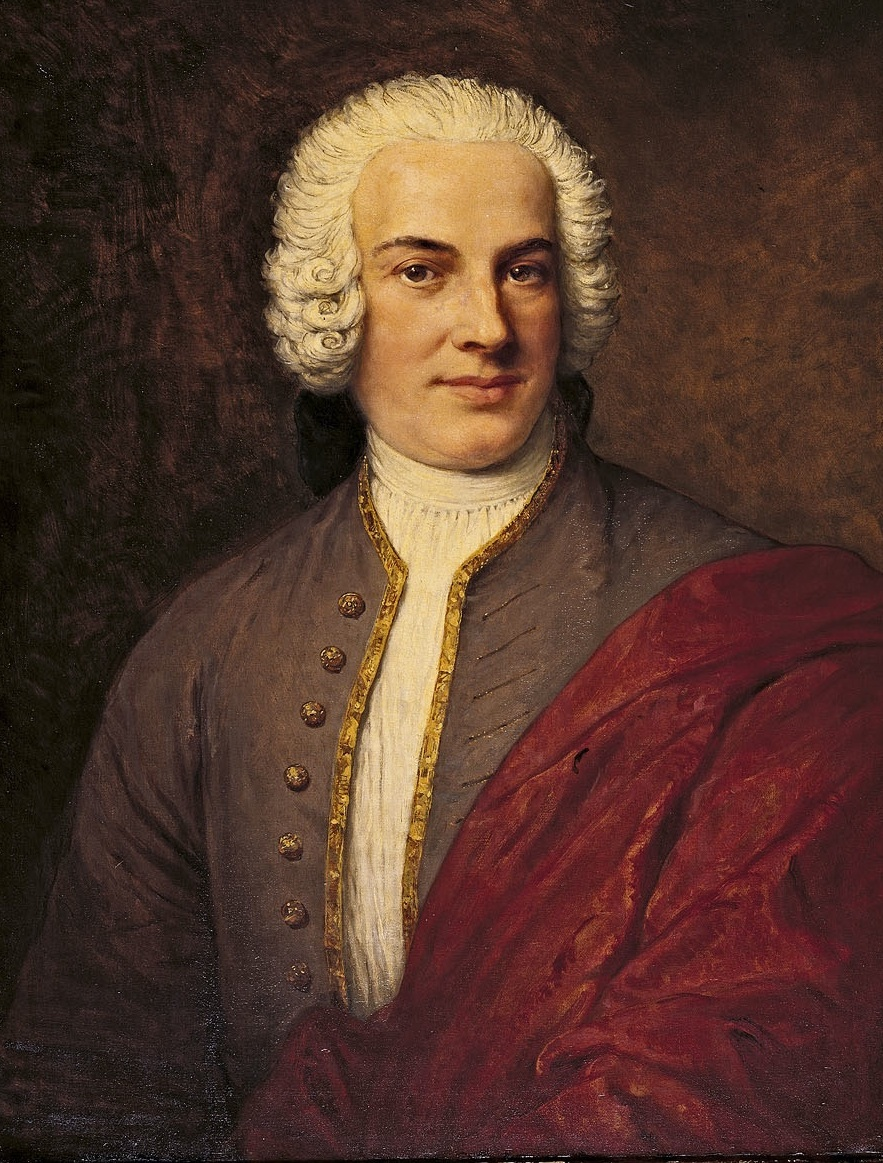
Seu sogro Johann Berenberg (1718–1772)

Ainda jovem, Johann Hinrich Gossler ingressou na empresa Berenberg como aprendiz. A empresa estava envolvida em bancos comerciais, seguros, expedição e comércio de mercadorias e havia sido estabelecida pela família holandesa Berenberg em 1590. Depois de sete anos, aos 22 anos e tendo concluído seu aprendizado, Gossler deixou Hamburgo para trabalhar para uma empresa em Cádiz, e viajou extensivamente na Espanha, Portugal, França e Inglaterra.

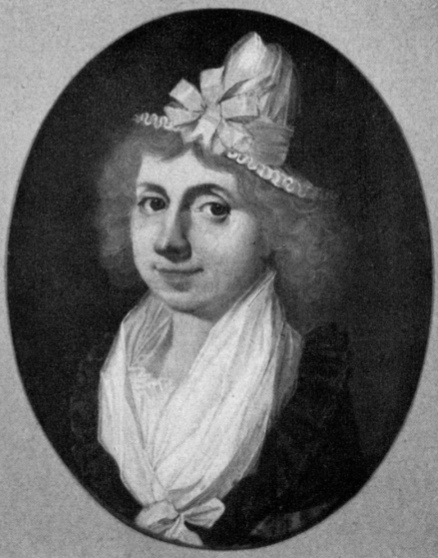
Sua esposa Elisabeth Berenberg (1749-1822)

Em 1768, ele retornou a Hamburgo, onde se casou com Elisabeth Berenberg (1749-1822) no mesmo ano. Ela era a única filha do proprietário sobrevivente da empresa Berenberg, Johann Berenberg (1718-1772). Johann Berenberg tornou seu genro sócio em 1769. Com a morte do irmão de Johann Berenberg, Cornelius, em 1773, a família Berenberg tornou-se extinta na linha masculina e Johann Hinrich Gossler tornou-se o único proprietário da empresa. Em 1788, Gossler assumiu o genro Ludwig Erdwin Seyler (casado com a filha mais velha Anna Henriette Gossler) como parceiro.
Johann Hinrich Gossler era pai do senador e banqueiro de Hamburgo Johann Heinrich Gossler II (1772-1842) e avô do senador e primeiro prefeito de Hamburgo Hermann Gossler (1802-1877) e banqueiro Johann Heinrich Gossler III (1805-1879). Johann Heinrich Gossler III foi o pai de Johann Berenberg Gossler (1839-1913). Em 1880, o Senado de Hamburgo concedeu a Johann Berenberg Gossler o nome de Berenberg-Gossler e, em 1888, a família foi enobrecida no Reino da Prússia como von Berenberg-Gossler. Em 1910, Johann von Berenberg-Gossler foi elevado ao posto Baronial. O barão Johann von Berenberg-Gossler foi pai de John von Berenberg-Gossler (1866–1943), senador e embaixador alemão em Roma.
Johann Hinrich Gossler e Elisabeth Berenberg também foram os avós de Betty Seyler (1789-1837), casada com o empresário Gerhard von Hosstrup, Louise Seyler (1799-1849), casada com o corretor de navios Ernst Friedrich Pinckernelle e Henriette Seyler (1805-1875), casada com o industrial norueguês Benjamin Wegner.